# P. S. Nivas
P. S. Nivas (Kozhikode, 27 de mayo de 1946 – Íb., 1 de febrero de 2021) fue un cineasta y productor indio, activo en el ambiente cinematográfico en idiomas malabar, tamil, télugu e hindi. Ganó el Premio Nacional de Cine en la categoría de mejor fotografía por la película en malabar de 1976 Mohiniyaattam. Era un colaborador frecuente de Bharathiraja, con quien trabajó en ocho largometrajes.
Nivas falleció el 1 de febrero de 2021 en Kozhikode, Kerala.

## Filmografía

### Como director de fotografía

#### Malabar
- Sathyathinte Nizhalil
- Sindooram
- Madhuram Thirumadhuram
- Mohiniyaattam
- Sankhupushpam
- Rajaparambara
- Sooryakanthi
- Pallavi
- Rajan Paranja Kadha
- Padmatheertham
- Velluvili
- Lisa
- Sarppam
- Maanyamahaajanangale
- Veendum Lisa
- Ayushman Bhava

#### Tamil
- 16 Vayathinile (1977)
- Kizhake Pogum Rail (1978)
- Sigappu Rojakkal (1978)
- Ilamai Oonjal Aadukirathu (1978)
- Puthiya Vaarpugal (1979)
- Niram Maaratha Pookkal (1979)
- Kallukkul Eeram (1980)
- Enakkaga Kaathiru (1981)
- Nizhal Thedum Nenjangal (1981)
- Kozhi Koovuthu (1982 film) (1982)
- Thanikattu Raja (1982)
- Salangai oli (1983)
- Kokkarakko (1983)
- My Dear Lisa (1987)
- Sembakame Sembakame (1988)
- Enga Ooru Mappillai (1989)
- Ooru Vittu Ooru Vanthu (1990)
- Pass Mark (1994)
- Sevvanthi (1994)

#### Telugu
- Vayasu Pilichindi
- Nimajjanam
- Punadi Rallu
- Saagara Sangamam
- Sankeerthana
- Hanthakudi Veta
- Nani

#### Hindi
- Solva Saawan
- Red Rose
- Bhayaanak Mahal

### Como director
- Kallukkul Eeram (1980)
- Enakkaga Kaathiru (1981)
- Nizhal Thedum Nenjangal (1982)
- Sevvanthi (1994)